# Rafinăria Steaua Română din Câmpina
Steaua Română Câmpina a fost o rafinărie de petrol din România. Platforma industrială a fost situată în orașul Câmpina, la circa 100 kilometri nord de București și ocupa o suprafață de 49,6 ha. A fost singurul producător de parafină din țară. Peste 40% din producția rafinăriei o reprezentau exporturile și a avut o cifră de afaceri de peste 100 milioane euro pe an. Capacitatea sa nominală de rafinare a fost de 400 000 tone țiței/an. În urma privatizării realizate în 1997, pachetul majoritar de acțiuni (82,45%) a intrat în posesia firmei Omnimpex Chemicals, rafinăria având un capital integral privat românesc.

## Istoric

Diagrama etapei de distilare a rafinăriei la nivelul anului 1902.

Rafinăria a fost instalată în anul 1898 pentru rafinarea benzinelor și petrolurilor lampante, iar în 1907 unitatea a fost îmbunătățită și mărită cu instalații pentru fabricarea uleiurilor minerale și parafină, căpătând capacitatea de producție de 150 de vagoane pe zi.
Activitatea de bază a rafinăriei a fost întreruptă temporar din februarie 2009 până în iunie 2010, din cauza lipsei de finanțare pentru achiziția țițeiului.
În iulie 2010, compania și-a concediat toți cei 334 de angajați.
Număr de angajați
- 1990: 1.200 [6]
- 2000: 600 [6]
- 2009: 400[7]

Cifra de afaceri:
- 2007: 357,7 milioane lei[8]
- 2006: 336,4 milioane lei[8]

Venit net:
- 2008: 10,4 milioane lei[3]
- 2007: 3,2 milioane lei[8]
- 2006: 1,2 milioane lei[8]